# Darwinisme

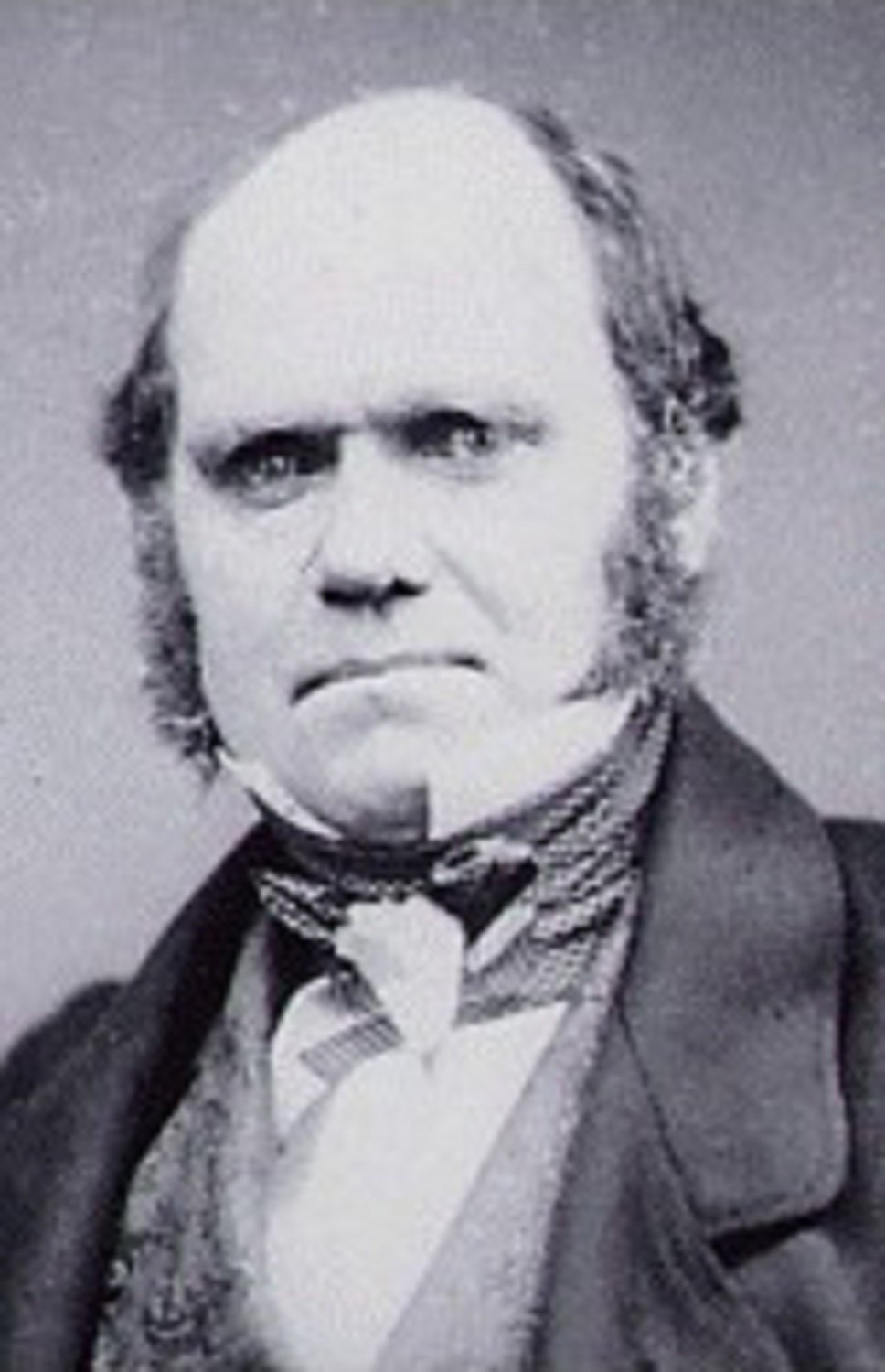
Charles Darwin

El darwinisme és el terme amb el qual es descriuen les idees de Charles Darwin, la teoria evolucionista que sustenta l'evolució de les espècies vives per selecció natural.
El biòleg anglès Thomas Henry Huxley va encunyar el terme darwinisme l'abril de 1860. Es va utilitzar per descriure conceptes evolutius en general, inclosos conceptes anteriors publicats pel filòsof anglès Herbert Spencer. Molts dels defensors del darwinisme en aquell moment, inclòs Huxley, tenien reserves sobre la importància de la selecció natural, i el mateix Darwin va donar credibilitat al que després es va anomenar lamarckisme. L'estricte neodarwinisme del biòleg evolutiu alemany August Weismann va obtenir pocs partidaris a finals del segle xix. Durant el període aproximat de la dècada de 1880 a aproximadament 1920, de vegades anomenat "l'eclipsi del darwinisme", els científics van proposar diversos mecanismes evolutius alternatius que finalment es van mostrar insostenibles. El desenvolupament de la síntesi moderna a principis del segle xx, que incorporava la selecció natural amb la genètica de la població i la genètica mendeliana, va reviure el darwinisme de forma actualitzada.
Si bé el terme darwinisme s'ha mantingut en ús entre el públic quan es referia a la teoria evolutiva moderna, sempre han estat defensats per escriptors de ciències com Olivia Judson i Eugenie Scott que es tracta d'un terme inapropiat per a la teoria evolutiva moderna. Per exemple, Darwin no coneixia l'obra del científic moravià i frare agustí Gregor Mendel, i com a resultat només tenia una comprensió vaga i inexacta de l'herència. Naturalment, no tenia cap idea de desenvolupaments teòrics posteriors i, com el mateix Mendel, no sabia res de la deriva genètica, per exemple. Als Estats Units, els creacionistes sovint utilitzen el terme "darwinisme" com a terme pejoratiu en referència a creences com el materialisme científic, però al Regne Unit el terme no té connotacions negatives, sent utilitzat lliurement com a escurça per al cos de la teoria. amb evolució i, en particular, amb evolució per selecció natural.

## Característiques
Les dues bases en les que es fonamenta tota la teoria darwinista són, per una banda l'evolució, la teoria que manté que tots els esser vius deriven d'un sòl ancestre primitiu (o d'un nombre molt limitat d'ells) i per l'altra la selecció natural, un mecanisme gradual que serveix per explicar, no tan sols l'evolució, si no també el fet que els éssers vius tinguin un disseny intel·ligent sense necessitat de tenir un dissenyador intel·ligent.
Darwin va desenvolupar aquests conceptes al llarg de les seves obres L'origen de les espècies per mitjà de la selecció natural, o la lluita per l'existència en la naturalesa (1859) i La descendència de l'home i la selecció sexual (1871), especialment amb relació a l'evolució biològica per selecció natural. El darwinisme no és sinònim d'evolucionisme, que ja havia estat formulat amb anterioritat per altres autors com Jean-Baptiste Lamarck o, fins i tot, el propi avi de Charles Darwin, el naturalista Erasmus Darwin. Les teories darwinistes són evolucionistes, però incorporen el concepte de selecció natural, concepte completament nou en el seu moment i que serveix per a explicar, convincentment, com s'opera el canvi evolutiu
Darwin, inicialment, es va oposar a les principals hipòtesi de Lamarck, va negar l'evolució provocada per la voluntat que el Lamarkisme proposava i va afirmar que totes les formes de vida provenien d'un tronc comú. Tanmateix, per explicar com d'una espècie apareixien dues de diferents, Darwin no es va estendre gaire ja que, la ciència, encara no estava prou desenvolupada per entendre els mecanismes de transmissió de la informació hereditària, fet que representava un llast per els seus plantejaments originals. L'explicació de Darwin sobre el procés d'especiació deia que aquest era el resultat de l'acció gradual del mecanisme de selecció natural. No va ser fins a la formulació, a principis dels anys 20 del segle xx, de la síntesi evolutiva moderna que concilia la teoria de l'evolució amb les idees sobre l'herència de Gregor Mendel, que es va produir la fusió entre genètica i teoria de l'evolució.

## La selecció natural
Un dels principals arguments de la ciència dominant en la seva època per desmuntar qualsevol tipus de teoria evolutiva era que aquestes no podien explicar satisfactòriament les espectaculars adaptacions dels éssers vius al seu ambient. No es podia entendre que haguessin desenvolupat estructures tan complexes, útils i optimitzades sense la intervenció divina. Però Darwin, que estava molt familiaritzat amb la selecció que realitzaven els pagesos i ramaders des de feia molt temps, va començar a pensar si no hi hauria alguna forma que aquesta selecció, que en aquell cas era provocada per l'acció de l'home, és donés en la natura sense cap intervenció externa.
Així és com, en llegir An Essay on the Principle of Population de Thomas Malthus, Darwin va trobar la força causal de l'evolució. Donada l'elevada capacitat reproductora dels éssers vius, Darwin va observar que era molt comú que les espècies produïssin molts descendents el que provocava que la lluita per la supervivència tingués una gran importància, ja que els recursos no eren il·limitats, una variació de la doctrina de Malthus aplicada al regne vegetal i animal. Al néixer molts més individus de cada espècie dels que podien sobreviure es desenvolupava una lluita per la supervivència en que només sobrevivien els que haguessin variat de manera profitosa per a si mateixos.
La selecció natural és el procés que dirigeix l'evolució de les espècies. Segons va observar Darwin en qualsevol població els individus són diferents entre ells (variabilitat intrapoblacional) i degut a això, els individus que presentin unes característiques més adients per viure en un entorn determinat sobreviuran. L'esmentada teoria implica que certes variacions hereditàries, morfològiques o fisiològiques, es veuen potenciades per la selecció natural dels individus que aconsegueixen sobreviure afavorint la reproducció d'aquells amb aquestes característiques que passen després a tota l'espècie o bé donen origen a una espècie diferent i també en el sentit invers, individus amb característiques que comportin un desavantatge respecte als seus competidors tendiran a no deixar descendència (o a deixar-la en menor nombre) i, per tant, les característiques desapareixeran amb ells. És a dir, la repetició d'aquest procés d'una generació a la següent durant milers o milions d'anys provocaria que les espècies anessin canviant i fent-se més aptes per viure al seu medi.
Un altre fet que s'havia de tenir en compte era la variabilitat de la descendència. Els descendents d'una parella son semblants als seus progenitors però no són idèntics a aquests i Darwin atribueix aquesta variabilitat a tres motius principalment. La major part és fruit de l'atzar i es dona per la combinació dels gens dels progenitors. Les altres dues causes per a la descendència amb modificació son, per una banda, i de manera limitada, l'acció directe de l'entorn sobre els individus (per exemple l'alimentació o el clima), sempre que aquesta variació fos transmissible a la descendència, i per altra banda, l'herència dels caràcters adquirits al llarg de la vida, per l'ús o el desús dels òrgans. Darwin també va defensar l'errònia idea de la pangènesi, segons la qual no existeix una part específica encarregada de la herència si no que és el cos sencer el que engendra la descendència.
Resumint es pot dir que la selecció natural és un mecanisme de canvi evolutiu basat en tres supòsits:
1. Que existeix una variació en quant al fenotip entre els organismes d'una mateixa població que afecten a la seva capacitat de sobreviure i reproduir-se en un ambient concret.
2. Que aquesta variació és heretable, és a dir, que es basa en la variació genètica que es transmet entre generacions de forma directe (en els organismes amb reproducció asexual) o amb la recombinació e intercanvi genètic mitjançant el sexe.
3. Que existeix una competència inevitable per recursos limitats entre organismes a causa de la reproducció contínua d'aquests.[13]

## La teoria del Cambrià de Darwin
La teoria sobre el període del Cambrià de Darwin defensava que abans del Cambrià va haver un llarg període en el qual els éssers vius habitaven aquest món, van ser els primers microorganismes de la història del món.
Al període Cambrià es va començar el registre de fòssils, és a dir, en aquest període els éssers vius que avui dia estan registrats a les nostres enciclopèdies van evolucionar i es van convertir en éssers vius desenvolupats. Abans del Cambrià, fa uns 540 milions d'anys no hi ha cap rastre de closques, petxines… Darwin es va preguntar si aquestes espècies tan antigues vivien “nues” per dir-ho així, no va poder explicar aquest fenomen.
Avui dia sabem que la vida comença fa aproximadament 3500 milions d'anys, molt abans del Cambrià que va començar fa uns 542 milions d'anys. Per tant, la teoria de Darwin i de que la vida va començar molt més abans que al Cambrià, era certa. A l'època de Darwin, no tenien els mètodes per poder demostrar-ho i, per tant, aquesta teoria va quedar a l'aire, però avui dia sabem que és cert i que la raó per la qual no hi ha closques, petxines… és perque la vida que hi havia era microscòpica.

## Acollida del darwinisme alseglexix
La publicació de L'origen de les espècies va ser acollida amb una gran controvèrsia en la societat de l'època ja que, en proposar un mecanisme purament natural per l'evolució, queda eliminada la necessitat d'un déu creador o dissenyador. Es van publicar molts articles i comentaris polèmics tractant les implicacions d'aquesta teoria i atacant a Darwin, acusant-lo de limitar la glòria de déu a la creació. El motiu principal d'aquestes polèmiques era la moral fortament conservadora i religiosa de l'Anglaterra victoriana el que va provocar, després de moltes reflexions, que Darwin trenqués amb les seves anteriors idees religioses arribant a considerar el cristianisme com una doctrina detestable. Tot i la virulència dels atacs inicials per part de l'església al darwinisme, entre els membres amb mentalitat més oberta de l'església europea i americana, es va donar una gradual acceptació d'un cert evolucionisme limitat cap a finals del segle xix.
D'altra banda, els filòsofs anglesos contemporanis de Darwin, van reaccionar de diverses formes, des d'una clara hostilitat fins a una petita acceptació, barrejada amb incomprensió. Es dit que William Whewell, rector del Trinity College de Cambridge en aquell moment, no va permetre posar el llibre als prestatges de la biblioteca. John Stuart Mill va ser el més disposat a l'acceptació de les teories de Darwin tot i que els seus elogis van ser molt escassos.
Una de les crítiques que va rebre per part de la comunitat acadèmica van ser al voltant de la idea del canvi gradual de les espècies. Darwin va calcular el temps necessari per la diversificació dels mamífers en 300 milions d'anys (d'una manera bastant acurada) mentre que el càlcul que havia realitzat lord Kelvin al voltant del 1860, datava l'edat de la terra en tan sols 25 milions d'anys. Això va fer que el científic, qui inicialment havia descartat en la seva majoria el lamarckisme, inclogués a partir de la sisena edició de l'origen de les espècies dues idees molt properes a aquesta teoria: que l'ús repetit d'un òrgan en produeix el desenvolupament i que la funció crea l'òrgan i el desús en produeix la degeneració. Això va ser així perquè l'herència dels caràcters adquirits semblava una manera molt més ràpida d'aconseguir canvis estructurals eficaços que mitjançant la lenta, però segura, selecció natural.
Una altra crítica, que el mateix Darwin reconeixia en L'origen de les espècies, era la manca de registres fòssils animals als estrats més antics. Tots els fòssils animals apareixien simultàniament i en una gran diversitat de formes en el període geològic anomenat Cambrià i en les pedres més antigues no es trobava res, el que es coneix com a explosió cambriana. Així mateix, aquesta gran varietat es diferenciava poc de les espècies animals actuals. Darwin, amb serioses dificultats per explicar aquest fenomen, adduïa que hi havia una manca de mostreigs en àmplies zones del planeta i problemes de preservació en els fòssils més antics.

## Concepcions del darwinisme

A mesura que l'evolució es va acceptar àmpliament a la dècada de 1870, les caricatures de Charles Darwin amb el cos d'un simi o mico simbolitzaven l'evolució.

Si bé el terme darwinisme s'havia utilitzat anteriorment per referir-se a l'obra d'Erasmus Darwin a finals del segle xviii, el terme entès avui es va introduir quan el llibre de Charles Darwin sobre l'origen de les espècies de 1859 va ser revisat per Thomas Henry Huxley al número d'abril de 1860 de la revisió de Westminster. Després d'haver salutat el llibre com “una autèntica arma de Whitworth en l'armeria del liberalisme” promovent el naturalisme científic sobre la teologia i elogiant la utilitat de les idees de Darwin alhora que expressava reserves professionals sobre el gradualisme de Darwin i dubtava si es pot demostrar que la selecció natural pot formar noves espècies. Huxley va comparar la consecució de Darwin amb la de Nicolaus Copernicus en explicar el moviment planetari:
Aquests són els principis bàsics de l'evolució per selecció natural, tal com la defineix Darwin:
1. Cada generació es produeix més persones que no poden sobreviure.
2. Existeix una variació fenotípica entre els individus i aquesta variació és heretable.
3. Sobreviuran aquelles persones amb trets hereditaris més adequats al medi ambient.
4. Quan es produeixi un aïllament reproductiu, es formaran noves espècies.

Un altre important teòric evolutiu del mateix període va ser el geògraf rus i destacat anarquista Peter Kropotkin que, en el seu llibre Mutual Aid: A Factor of Evolution (1902), va defensar una concepció del darwinisme contrari a la de Huxley. La seva concepció se centrava en el que ell veia com l'ús generalitzat de la cooperació com a mecanisme de supervivència en societats i animals humans. Va utilitzar arguments biològics i sociològics per intentar demostrar que el principal factor per facilitar l'evolució és la cooperació entre els individus en les societats i grups associats lliurement. Això va ser per contrarestar la concepció d'una competència ferotge com el nucli de l'evolució, que va proporcionar una racionalització de les teories polítiques, econòmiques i socials dominants de l'època; i les interpretacions més freqüents del darwinisme, com les de Huxley, que Kropotkin té com a objectiu adversari. La concepció de Kropotkin sobre el darwinisme es pot resumir amb la següent cita:

## Ús delseglexix
El "darwinisme" aviat es va convertir en tota una gamma de filosofies evolutives (i sovint revolucionàries) tant sobre biologia com sobre societat. Un dels enfocaments més destacats, resumit en la frase del 1864 "supervivència del més apte" per Herbert Spencer, més tard es va convertir en emblemàtic del darwinisme, tot i que la pròpia comprensió de Spencer sobre l'evolució (com es va expressar el 1857) era més similar a la de Jean-Baptiste Lamarck que la de Darwin i va precedir la publicació de la teoria de Darwin el 1859. El que actualment es diu "darwinisme social" era, en el seu moment, sinònim de "darwinisme": l'aplicació dels principis darwinistes de "lluita" a la societat, generalment a suport a l'agenda política antilantropa. Una altra interpretació, destacada sobretot pel mig cosí de Darwin, Francis Galton, era que el "darwinisme" implicava que, aparentment, la selecció natural ja no funcionava amb persones "civilitzades", era possible per a soques de gent "inferiors" (que normalment serien filtrada a la piscina de gens) per desbordar les soques "superiors", i seria desitjable la presa de mesures correctores voluntàries: el fonament de l'eugenèsia.
En l'època de Darwin no hi havia una definició rígida del terme "darwinisme", i els opositors i defensors de la teoria biològica de Darwin els utilitzava per significar el que volien en un context més ampli. Les idees van tenir influència internacional, i Ernst Haeckel va desenvolupar el que es coneixia com a darwinisme a Alemanya, tot i que, com la "evolució" de Spencer, el "darwinisme" de Haeckel només tenia una semblança aspra amb la teoria de Charles Darwin, i no es va centrar en la selecció natural. El 1886, Alfred Russel Wallace va fer una gira de conferències pels Estats Units, començant a Nova York i passant per Boston, Washington, Kansas, Iowa i Nebraska fins a Califòrnia, donant conferències sobre el que va anomenar "darwinisme" sense cap problema.
Al seu llibre Darwinisme (1889), Wallace havia utilitzat el terme darwinisme pur que proposava una "major eficàcia" per a la selecció natural. George Romanes va anomenar aquesta visió com a "Wallaceisme", remarcant que, en contraposició a Darwin, aquesta posició defensava una "teoria pura de la selecció natural fins a l'exclusió de qualsevol teoria suplementària". Prenent la influència de Darwin, Romanes va ser partidari de la selecció natural i de l'herència de les característiques adquirides. Aquest últim va ser negat per Wallace, que era un estret selectiu. La definició dels darwinismes dels romans s'ajustava directament a les opinions de Darwin i contrastava amb la definició del terme de Wallace.

## Altres usos
El terme darwinisme s'utilitza sovint als Estats Units pels promotors del creacionisme, sobretot pels membres líders del moviment intel·ligent de disseny, com a epítet per atacar l'evolució com si es tractés d'una ideologia (un “isme”) del naturalisme filosòfic o de l'ateisme. Per exemple, el professor de dret de l'UC Berkeley i l'autor Phillip E. Johnson fa aquesta acusació d'ateisme en referència al llibre de Charles Hodge Què és el darwinisme? (1874). Tot i això, a diferència de Johnson, Hodge va limitar el terme per excloure aquells com el botànic nord-americà Asa Gray que van combinar la fe cristiana amb el suport a la teoria de la selecció natural de Darwin, abans de respondre a la pregunta plantejada en el títol del llibre concloent: "És ateisme". Els creacionistes utilitzen el terme darwinisme, sovint pejoratiu, per implicar que Darwin i la un grup principal dels seus seguidors, que ells consideren dogmàtics i inflexibles en la seva creença, la teoria no ha estat certa. Al documental del 2008 Expelled: No Intelligence Allowed, que promou el disseny intel·ligent (ID), l'escriptor i actor nord-americà Ben Stein es refereix a científics com darwinistes. Revisant la pel·lícula per a Scientific American, John Rennie diu que "El terme és un llançament curiós, ja que a la biologia moderna gairebé ningú es basa només en les idees originals de Darwin ... Però l'elecció de la terminologia no és aleatòria: Ben Stein vol que s'aturi pensar l'evolució com una ciència real recolzada en fets i arguments lògics verificables i començar a pensar-la com una ideologia dogmàtica i ateu similar al marxisme ".
No obstant això, el darwinisme també s'utilitza neutralment dins de la comunitat científica per distingir la síntesi evolutiva moderna, de vegades anomenada "neodarwinisme", de les que va proposar per primera vegada Darwin. El darwinisme també és usat neutralment pels historiadors per diferenciar la seva teoria d'altres teories evolutives actuals al voltant del mateix període. Per exemple, el darwinisme es pot utilitzar per referir-se al mecanisme de selecció natural proposat per Darwin, en comparació amb mecanismes més recents com la deriva genètica i el flux de gens. També pot referir-se específicament al paper de Charles Darwin enfront d'altres en la història del pensament evolutiu, contrastant particularment els resultats de Darwin amb els de teories anteriors com el lamarckisme o altres com la síntesi evolutiva moderna.
En els debats polítics als Estats Units, el terme és el més utilitzat pels seus enemics. "És un dispositiu retòric per fer que l'evolució sembli una mena de fe, com el" maoisme ", afirma el biòleg de la Universitat Harvard E. O. Wilson. I afegeix: "Els científics no en diuen darwinisme ". Al Regne Unit, el terme conserva sovint el seu sentit positiu com a referència a la selecció natural, i per exemple l’etòleg i biòleg evolucionista britànic Richard Dawkins va escriure a la seva col·lecció d'assaigs A Devil's Chaplain, publicada el 2003, que com a científic és darwinista.
Al seu llibre de 1995, Darwinian Fairytales, el filòsof australià David Stove va utilitzar el terme "darwinisme" en un sentit diferent dels exemples anteriors. Descrivint-se com a no religiós i acceptant el concepte de selecció natural com a fet ben consolidat, Stove va atacar tot i això el que va descriure com a conceptes defectuosos proposats per alguns "ultradarwinistes". Stove va al·legar que utilitzant raonaments ad hoc febles o falsos, aquests ultradarwinistes van utilitzar conceptes evolutius per oferir explicacions que no eren vàlides (per exemple, Stove va suggerir que l'explicació sociobiològica de l'altruisme com a característica evolutiva es presentés de tal manera que l'argument fos. efectivament immune a qualsevol crítica). El filòsof Simon Blackburn va escriure un comentari a Stove,tot i que un assaig posterior del protegit de James Stube, James Franklin va suggerir que la resposta de Blackburn en realitat "confirma la tesi central de Stove que el darwinisme pot" explicar "qualsevol cosa".
En la teoria de l'estètica evolutiva, hi ha proves que les percepcions de la bellesa estan determinades per la selecció natural i, per tant, darwiniana; que coses, aspectes de persones i paisatges considerats bells es troben normalment en situacions susceptibles de donar una supervivència millorada dels gens de la percepció humana.

## El materialisme implícit en la teoria de Darwin
La teoria proposada per Darwin de l'evolució de les espècies per mitjà de la selecció natural de les variacions genètiques porta implícita una visió dels éssers vius que es pot classificar com materialista. L'ésser humà no ocupa cap lloc privilegiat dins del món viu. Les causes finals no troben acomodament en el mecanicisme darwinià. No hi ha lloc en la teoria evolutiva per a l'emergència d'una «ment» en el sentit dualista, ja que la generació i evolució dels sistemes nerviosos són processos estrictament biològics i, per tant, físics.

## Influències en la formulació de les teories de Darwin
Les formulacions que Darwin fa de les seves teories van ser influïdes en un alt grau per un llenguatge après de sociòlegs o publicistes (politòlegs), com Thomas Malthus i Herbert Spencer. Com el propi Alfred Russel Wallace va reconèixer, la lectura de Malthus va ser decisiva per a la formulació de la teoria de la selecció natural. Les idees malthusianes es coneixien i discutien en els ambients intel·lectuals de l'època. Conceptes com competència, lluita per la vida i sobrepoblació, que apareixen en Assaig sobre el principi de la població de Thomas Malthus, van servir tant a Alfred Russel Wallace com a Darwin per donar forma a les seves teories.

## El darwinisme social
En plena expansió de la teoria de la selecció natural proposta per Charles Darwin, i després de les controvèrsies inicials, el concepte de la selecció natural i les relacions interespecífiques van ser traslladades a les relacions socials; però, no hi ha un mètode clar d'aplicar l'un a les altres i, així, sota el terme pejoratiu de "darwinisme social" s'han qualificat ideologies, moltes vegades contraposades que, el mateix podien defensar el laissez faire que el socialisme d'estat, l'imperialisme o l'eugenèsia a escala local. Moltes d'aquestes tendències tenen poc a veure amb les idees de Darwin qui, certament, va defensar l'eugenèsia voluntària en el seu llibre "L'herència de l'home i la selecció en relació amb el sexe"; però no per imposició.